# Mirandès

Mapa lingüístic de les llengües Asturlleoneses; en vermell, el mirandès

El mirandès o mirandés (lhéngua mirandesa) és una llengua pertanyent al grup Asturleonès, parlat per unes 15.000 persones (10.000 d'habituals i la resta emigrants) a la comarca de Miranda do Douro (tots els pobles llevat d'Atenor) i de Vimioso (només als pobles de Vilar Seco i Angueira), a la regió de Tras os Montes de Portugal, sobre una superfície d'uns 450 quilòmetres quadrats.

## Altres denominacions
- Mirandès: mirandés, lhéngua mirandesa / chaco (despectiu, en oposició a fidalgo "portuguès") // sendinés (modalitat parlada a la localitat mirandesa de Sendim i que alguns consideren una llengua diferent del mirandès)
- Portuguès: mirandês, língua mirandesa // sendinês
- Asturià: mirandés, llingua mirandesa
- Anglès: Mirandesa, Mirandese, Mirandesa language, Mirandese language
- Espanyol: mirandés, lengua mirandesa // sendinés
- Francès: mirandais, langue mirandaise

## Classificació lingüística
indoeuropeu > llatí > iberoromànic > (asturlleonès) > mirandès

## Història
Els antics habitants dels consells (concelhos) on avui es parla el mirandès, eren d'ètnia astur, com els habitants de la part occidental de Galícia o, sobretot, d'Astúries, de Lleó i de Zamora. La llengua asturlleonesa, també coneguda com a bable va ser l'evolució popular del llatí entre aquestes tribus romanitzades. Amb l'enfortiment de Castella i amb la pèrdua d'independència efectiva del Regne de Lleó, aquesta llengua, que mai no havia estat normativitzada arran de la preponderància del llatí com a idioma culte, va entrar progressivament en una situació de diglòssia respecte al castellà (a les zones de llengua asturlleonesa d'Espanya), i respecte al portuguès (a les zones de llengua asturlleonesa de Portugal).
No va ser fins a l'any 1882, en què José Leite de Vasconcelos escriu una sèrie d'articles titulats "O dialecto mirandez", en els que va redescobrir-se aquesta petita illa lingüística. Després va haver-hi altres filòlegs a Espanya i a Portugal, com ara Ramón Menéndez Pidal que van interessar-s'hi.

## Normativització
Una Proposta de Convenção Ortográfica Mirandesa fou publicada el 1995, i la definitiva Convenção Ortográfica da Língua Mirandesa data de 1999, elaborada per la Câmara Municipal de Miranda do Douro i la Universitat de Lisboa. Aquesta ortografia se separa clarament de la de l'asturià, acostant-se al portuguès, com ja avisa i argumenta la Convençao: "O asturiano está hoje dotado de uma norma ortográfica flexível, que dá possibilidade de expressão às suas variedades. Esta norma, contudo, não é adequada à grafia do mirandês: apesar de pertencerem ao mesmo continuum linguístico, os dois idiomas ocupam extremos opostos do território respectivo, traduzindo-se o seu afastamento geográfico e o seu alheamento comunicativo em diferenças de fala bastante significativas, que as normas ortográficas respectivas não podem ignorar. Estes motivos e outros - como a influência, em pano de fundo, da ortografia do espanhol e do português - desaconselhavam a procura de uma unidade d'escrita transfronteiriça, de difícil e morosa construção. Impunha-se encontrar um código que reflectisse a unidade interna do mirandês e que recobrisse a própria variação local, de modo a tornar-se num instrumento de comunicação simultaneamente amplo e colado à realidade, para poder ser reconhecido como um código de identificação colectiva pela população a que se destina".

## Ensenyament
A partir de 1986 va ser introduït el mirandès, com a matèria optativa durant dos anys, al primer cicle de secundària a Miranda do Douro. La base legal per a això fou un decret del secretari d'estat adjunt al Ministeri d'Educació portuguès, de setembre de 1985, que n'autoritzava "a inclusao a titulo facultativo, no plano curricular".
El despatx normatiu núm. 35/99 del Ministeri d'Educació portuguès, Diário da República -1 série B No.167 - 20-7-1999 4487, reglamenta el desenvolupament de projectes educatius que permetin l'aprenentatge facultatiu de la llengua mirandesa.

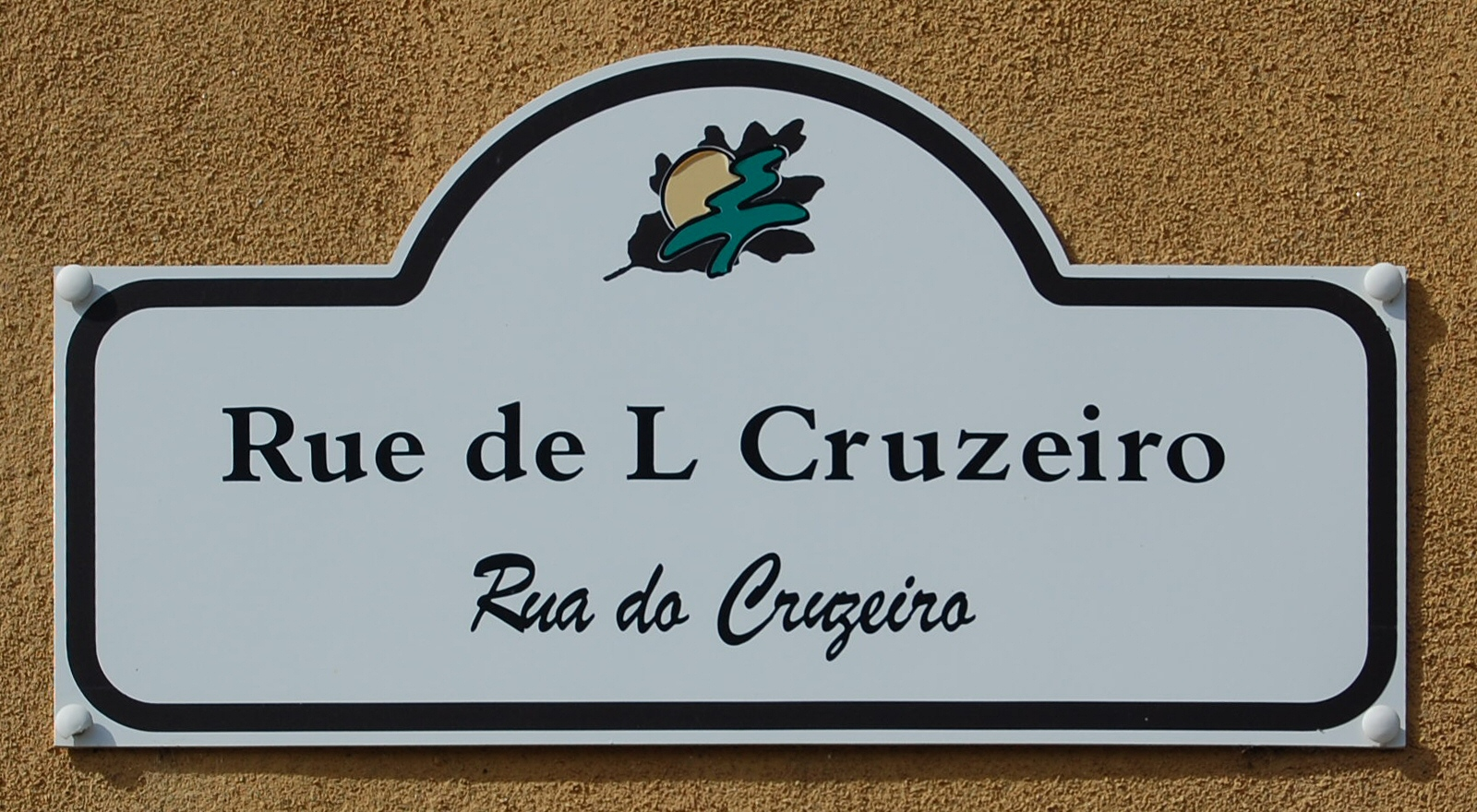
Placa d'identificació d'un carrer, amb el nom en mirandés i portuguès

## Estatus legal
Té un grau de reconeixement, però en cap cas una oficialitat plena, com s'ha dit repetidament, segons el decret núm 303/VII de Reconhecimiento oficial de direitos linguísticos da comunidade mirandesa, presentat pel Partit Socialista i aprovat sense cap vot en contra per 250 diputats, que reproduïm a continuació.
"A Assembleia da República decreta, nos termos da línea c) do artigo 161.º, da Constituição, para valer como lei geral da República, o seguinte: 
Artigo 1.º
O Presente diploma visa reconhecer e promover a Língua Mirandesa.
Artigo 2º
O Estado Português reconhece o direito a cultivar e promover a Língua Mirandesa, enquanto património cultural, instrumento de comunicação e de reforço de identidade da Terra de Miranda.
Artigo 3.º
É reconhecido o direito da criança à aprendizagem do mirandês, nos termos a regulamentar.
Artigo 4º
As instituições públicas localizadas ou sediadas no concelho de Miranda do Douro, poderão emitir os seus documentos acompanhados de uma versão em Língua Mirandesa.
Artigo 5.º
É reconhecido o direito a apoio científico e educativo tendo em vista a formação de professores de língua e cultura mirandesa, nos termos a regulamentar.
Artigo 6.º
O presente diploma será regulamentado no prazo de 90 dias a contar da sua entrada em vigor.
Artigo 7.º
O presente diploma entra em vigor 30 dias após a data da sua publicação.
Aprovado em 19 de Novembro de 1998
O PRESIDENTE DA ASSEMBLEIA DA REPÚBLICA, 
António de Almeida Santos"

## Trets lingüístics del mirandès
Pel fet de pertànyer a l'asturlleonès, el mirandès presenta els trets característics d'aquest grup lingüístic, com ara:
- El manteniment de la f inicial llatina: FAME>fame.
- La palatalització de la l inicial llatina: LUNA>lluna, LUPUM>llobu.
- la diptongació tant de la e com de la o breus en posició tònica: FERRUM>fierru o PORTAM>puorta.

## Exemple
Mirandès
- L mirandés ye ua lhéngua falada ne l stremo nordeste de Pertual, na frunteira cun Spanha, nua region que ten al redor de 450 (quatro cientos i cinquenta) km², formada por quaije to l cunceilho de Miranda del Douro, i por alguas aldés de l cunceilho de Bomioso, ne l çtrito de Bregança, region de Trás-ls-Montes. Stima-se que haba acerca 15.000.

Lleonès
- El mirandés ye una llingua falada na fasteira nordeste de Pertual, na raya cun Hespaña, nuna rexón que tien al rodiu de 450 km², formada pur cuasi tol conceyu de Miranda'l Douru y pur deillos pueblos del conceyu El Vimiosu, nel distritu de Bregancia, rexón de Tres-los-Montes. Albídrase qu'hai cerca de 15.000 falantes.

Asturià
- El mirandés ye una llingua falada nel nordeste de Portugal, na llende con España, nuna rexón d'al rodiu de 450 km² de superfície, formada por cuasi tol conceyu de Miranda del Dueru, y por delles aldees del conceyu de Vimoso, nel distritu de Bragança, rexón de Tras os Montes. Hai d'alrodiu de 15.000 falantes.

Traducció
- El mirandès és una llengua parlada a l'extrem nord-est de Portugal, a la frontera amb Espanya, a una regió que té al voltant de 450 km², formada per gairebé tot el consell de Miranda do Douro, i per alguns llogarets del consell de Vimioso, al districte de Bragança, regió de Tras-os-Montes. S'estima que hi ha prop de 15000 parlants.

## Remarques
1. ↑  Mirandés en pronúncia occidental i mirandès en pronúncia oriental. Per a més informació, consulteu: el Llibre d'estil